# Mazda MX-Flexa
Le Mazda MX-Flexa est un concept car du constructeur automobile Japonais Mazda, présenté au salon de Genève en 2004.

Il s'agit d'un monospace aux portières arrière coulissantes qui préfigure la Mazda 5 qui sera présentée au salon de Paris en 2005,

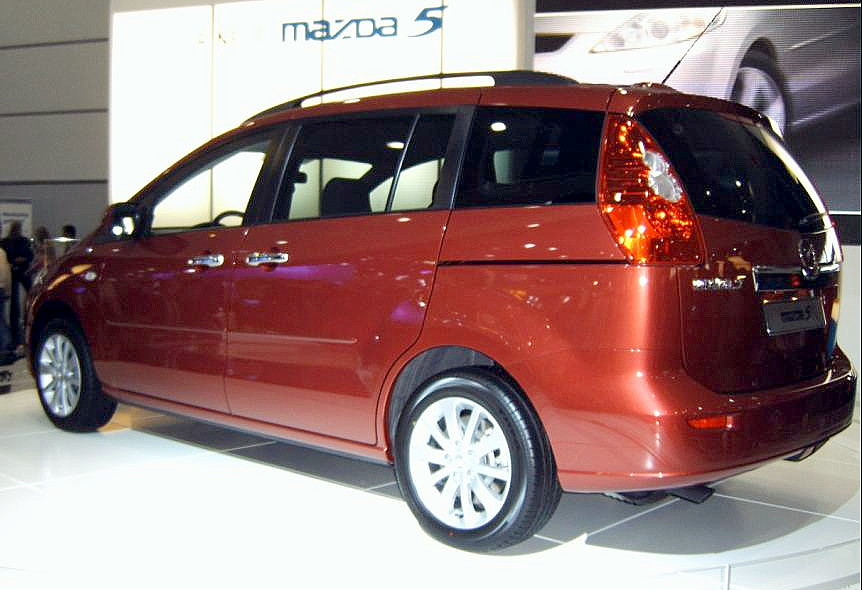
La Mazda 5 inspirée par le Mazda MX-Flexa